# Фонд Менингера
Фонд Менингера (англ. Menninger Foundation) был основан в 1919 году семьей Менингер (англ. Menninger) в Топика, штат Канзас, включающая в себя отделы клинику, санаторий, и школу психиатрии, каждый с которых носил имя Менингера. В 2003, клиника Менингера переехала в Хьюстон. Фонд начал свою работу в составе доктора Карла, Вилла, и С. Ф. Менингеров.
Они представили первую в мире групповую практику психиатрии. Доктор С. Ф. Менингер как-то сказал: «У нас была мечта — о том, как сделать медицину лучше и как сделать мир лучше».

## История
- 1919: Основание клиники Менингера.
- 1925: Основание санатория Менингера.
- 1926: Клиника Менингера основывает Саутардскую Школу для детей. Школа осуществляла лечебные программы для детей и подростков, которые были признаны во всем мире.
- 1930-е годы: Расширенные учебные программы для психиатров, психологов, и других специалистов в области изучения умственных отклонений.
- 1941: Основание Фонда Менингера.
- 1946: Основание Школы Психиатрии Менингера. Быстро стала крупнейшим учебным центром в стране, определяется спросом страны на психиатров для лечения ветеранов войны.
- Декабрь 2002: Меннингер объявил об соединении с медицинским Колледжом Бейлор и Госпиталем Методистики. Концепция заключалась в том, что Менингер будут выполнять лечение в то время как Бейлор будут контролировать исследования и образование.
- Июнь 2003: Клиника Менингера переехала из Топика, штат Канзас, на своё нынешнее место в Хьюстоне, штат Техас.

### Текущие услуги
В 2005 году Клиника Меннингера имела Программу терапии подростков, программу Свободного питания, которая допускает как для взрослых, так и для подростков, программу по лечению Обессивно-Компульсивного расстройства, Специалисты в антикризисной программе, Программа молодых взрослых «Компас» (для людей 18-30 лет, страдающих психическими расстройствами и/или проблемами злоупотребления психоактивными веществами), а также программа «Надежда взрослых» (для людей в возрасте от 18-60 с психическими заболеваниями).

## Революция в психиатрическом образовании
Школа Психиатрии Менингера и местный Госпиталь Управления Делами Ветеранов репрезентовали Центр революции в психиатрическом образовании. Клиника и школа стали центром для подготовки специалистов в био-психо-социальных подходах. Такой подход интегрировал основы медицинской, психодинамической, развивающихся и семейных систем, для того чтобы сосредоточиться на общем состоянии здоровья пациентов. Для пациентов, этот способ лечения построен на их физических, эмоциональных и социальных потребностях.

## Менингеры
Чтобы выделиться среди Меннингеров, отца звали доктор C. F., а его сыновей — доктор Карл и доктор Уилл. Именно доктор C. F. выдвинул положение, что «неизлечимых больных не бывает».

### Карл Менингер
Первая книга доктора Карла Менингера Человеческий разум (1930), стала бестселлером, ознакомив американскую публику с человеческим поведением. Много американцев также читали его последующее книги, такие как Баланс жизни, Человек против себя и Любовь против Ненависти.
В 1981 году доктор Меннингер получил высшую гражданскую награду страны, Медаль Свободы, от президента Джимми Картера.

### Вилл Менингер
Доктор Вилл Менингер внес большой вклад в области психиатрии, разработав систему больничного лечения известного как Терапия Окружающей Среды. Этот подход основанный на представлении о том, что учреждения могут помочь пациентам выздороветь, создав климат, способствующий самоуважению, индивидуальной ответственности и осмысленной деятельности.
Доктор Вилл Менингер служил начальником Армейских медицинских корпусов Психиатрического отдела продолжительностью до Второй мировой войны. Под его руководством армия снизила потери в личном составе, предотвращая психологические нарушения. В 1945 году армия выдвигала доктора Вилла в бригадирные генералы. После окончания войны, доктор привел к национальной революции реформы государственных санаториев.
В 1948 году журнал Тайм напечатал доктора Вилла на обложке своего журнала, называя его «Директор Психиатрии Соединенных Штатов».

## Репутация
В Клинике Менингера персонал имеет тенденцию запускать новые подходы к лечению, а также открытую специальность программ.
Фонд Менингера заработал репутацию интенсивности, индивидуальным подходом, особенно к пациентам со сложными или долговременными симптомами. Подход к лечению многосторонний, включающий в себя медицинские, психологические и социальные потребности пациента. Многочисленные независимые организации признают Фонд Менингеров как мировой лидер в психиатрических и социальных аспектах здоровья человека.
Клиника Менингера упоминается перефразированно как «Клиника Берингера» в фильме Изгоняющий дьявола.

## Известные пациенты
Из-за своей отличной репутации, Клиника Меннингера стала излюбленным местом лечения психического здоровья звёзд Голливуда и других знаменитостей. Среди них были:[значимость факта?]
- Бретт Фавр[5]
- Билл Хейворд, сын актрисы Маргарет Саллаван и продюсера Лиленд Хейворд
- Джин Тирни
- Макс Бемис

## Исследования
Клиника Менингера остается одной из главных в Северо американском округе, поддерживаемая психодинамическую информацию исследований об клинической диагностики, их оценке и лечению. В последнее время усилия были приложены к конструкции психологизирования, концепции интеграции научно-исследовательской деятельности, связанные с привязаностью, терией разума, внутреннего представления, и нейронаукой.
В 1960-х в Клинике Мененгера изучался Свами Рама, известный как йога, в частности исследование его способностей добровольного контроля телесных процессов (например серцебиение), которые обычно считаются недобровольными (автономными), а также известная йоганидра.